# Chimère (téléfilm, 1983)
Pour les articles homonymes, voir Chimère.
 (8 mars 2025).
Améliorez-le ou discutez des points à vérifier. 
Chimère (La Vie des autres) est un téléfilm réalisé par Jean-Pierre Prévost diffusé en 1983.

## Distribution
- Paulette Dubost